# آرویو گاردنز-لاتینا رنچ (تگزاس)
آرویو گاردنز-لاتینا رنچ، تگزاس (به انگلیسی: Arroyo Gardens-La Tina Ranch) یک منطقهٔ مسکونی در ایالات متحده آمریکا است که در شهرستان کمرون، تگزاس واقع شده‌است. آرویو گاردنز-لاتینا رنچ ۴۲٫۷ کیلومتر مربع مساحت و ۷۳۲ نفر جمعیت دارد.